# Criminalidade no Brasil

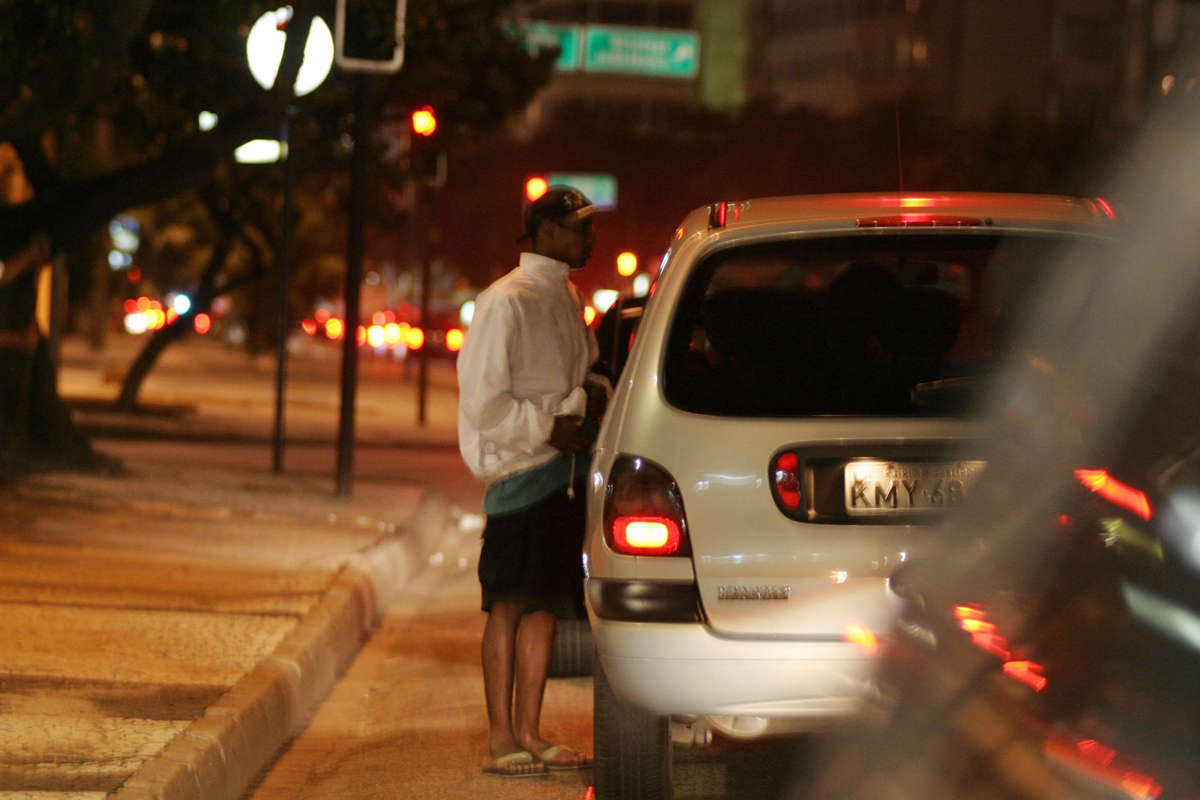
Assaltos a motorista em Copacabana, no Rio de Janeiro.

A criminalidade no Brasil é um problema persistente que atinge direta ou indiretamente a população. O país tem níveis acima da média mundial no que se refere a crimes violentos, com níveis particularmente altos de violência armada e homicídios. Em 2024, o Brasil alcançou a marca histórica de 38.777 homicídios. Isso equivale a uma taxa de 17,8 assassinatos para cada 100 mil habitantes, uma das mais altas taxas de homicídios intencionais do mundo.
Em 2023, o país teve 45.747 homicídios – o menor número registrado em três décadas – e uma taxa de homicídios de 21,2 por 100 mil habitantes, tendo caído após 2017, o ano com maior número de homicídios já registrado. O limite considerado como suportável pela Organização Mundial da Saúde (OMS) é de 10 homicídios por 100 mil habitantes.
Observa-se, no entanto, que há diferenças entre os índices de criminalidade dentro do país. Enquanto em Santa Catarina e São Paulo as taxas de homicídios registradas em 2023 foram inferiores a 10 mortes por 100 mil habitantes, sete unidades administrativas ficaram abaixo da média nacional (21,2), em Amapá e Bahia esse índice foi mais de 40 por 100 mil homicídios.
Em maio de 2017, uma pesquisa do instituto Datafolha indicou que aproximadamente um em cada três brasileiros já teve um parente ou amigo que foi assassinado. Outra pesquisa do instituto indica também que três em cada quatro brasileiros afirmam ter medo de serem assassinados.
De acordo com o Anuário Brasileiro de Segurança Pública 2018–2021, elaborado pelo Fórum Brasileiro de Segurança Pública (FBSP), foram identificadas pelo menos 53 organizações criminosas atuando nas 27 unidades federativas do Brasil.

## Causas
As causas apontadas a seguir baseiam-se em um estudo acadêmico de 1999 originado de uma pesquisa de campo com visitas e entrevistas com indivíduos ligados à questão da segurança.

### Fatores socioeconômicos

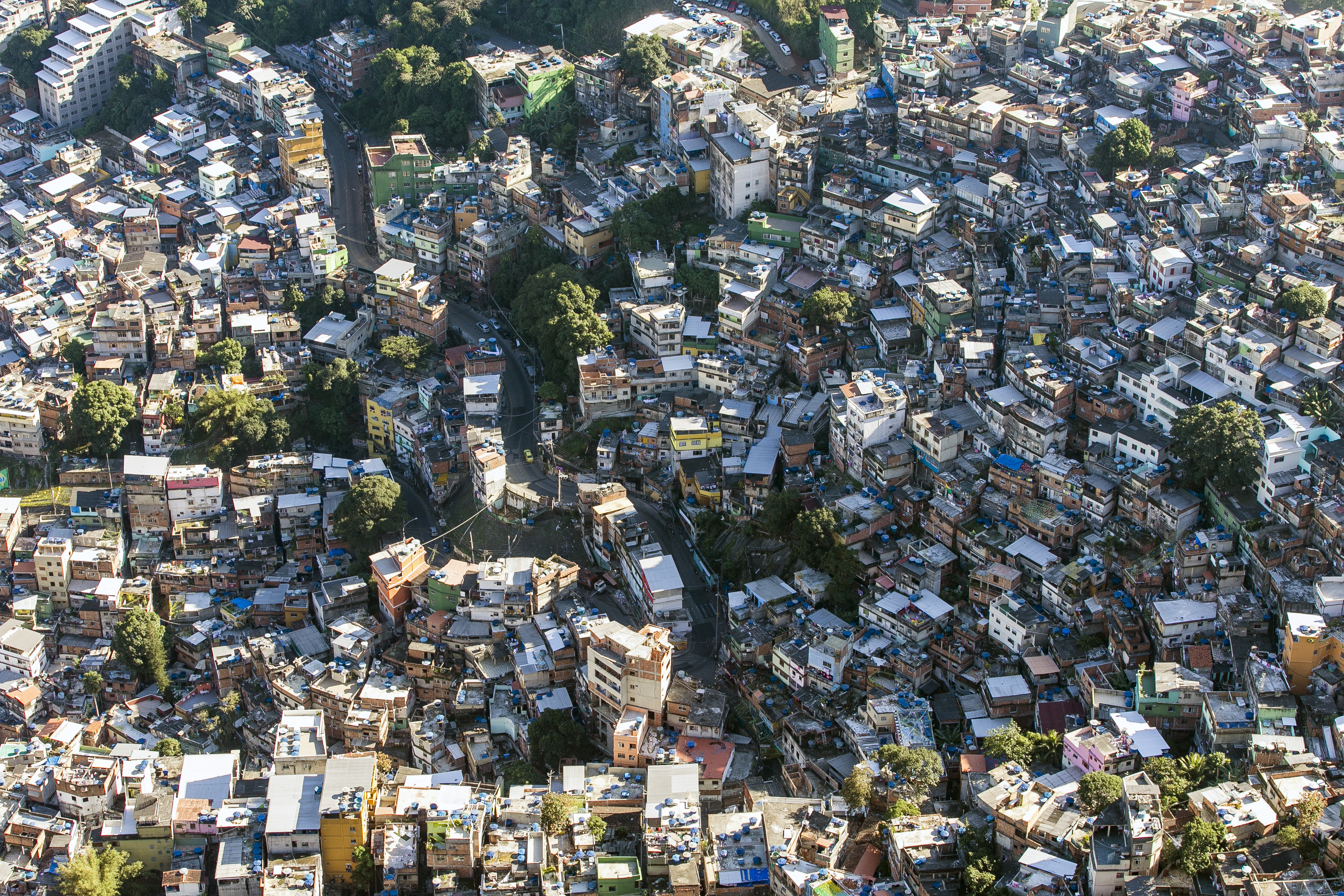
Fotografia aérea da favela da Rocinha no Rio de Janeiro.

A sociedade brasileira é uma das mais desiguais e estratificadas do planeta, podendo-se encontrar extrema pobreza ao lado de grande riqueza.
A necessidade de subsistência e o desemprego podem contribuir para o surgimento da criminalidade. Segundo uma autoridade policial de um bairro pobre de São Paulo, "ser ladrão aqui é a melhor profissão. […] Todos o respeitam pois a população admira os esbanjadores, os emergentes, a ostentação e o consumismo".

### Infraestrutura precária
O sistema escolar brasileiro precisa ser melhorado pelo estado. As crianças mais pobres muitas vezes ficam entregues à própria sorte, pois tanto o pai quanto a mãe precisam trabalhar para garantir a subsistência, já que nem todos tem acesso fácil a moradia e vagas em  creches. Os professores são mal pagos e desmotivados e algumas crianças vai à escola só para comer, pois é dada uma refeição. O ensino privado tem qualidade superior, mas só é acessível para poucos. A discrepância entre o ensino público e privado amplia a segregação social, o que novamente remete aos fatores socioeconômicos.
Ter uma moradia confere segurança e dignidade. Os aluguéis no Brasil após o Plano Real atingiram um nível fora do alcance de muitos da classe pobre e mesmo da classe média. Essa população desenraizada é simultaneamente ameaçada e ameaçadora, além de ser facilmente manipulável pelos chefes do tráfico e do crime que dela se servem para o roubo, para a venda de drogas, entre outras atividades. Garotos de rua são presa fácil desses chefes que, em troca de proteção, os exploram em proveito próprio, corrompendo-os.
Nos hospitais faltam equipamentos e remédios e as filas de espera por atendimento são longas. São precisamente nos bairros mais pobres onde patologias tem mais chances de se propagarem. Esse sentimento de vulnerabilidade biológica modifica a percepção que se tem do próprio corpo e tende a diminuir o valor da vida humana, gerando uma atitude de indiferença perante o sofrimento e a morte. "A saúde é condicionante da esperança, da produtividade, do investimento e do desenvolvimento", diz o estudo.
Para o morador da periferia, trabalhar no centro significa longas jornadas desconfortáveis passadas no transporte público para receber um baixo salário. Essa situação desencoraja o trabalho, pois torna mais vantajoso o trabalho informal ou mesmo o crime.

### Polícia e justiça
Os salários da polícia são baixos em comparação a outros setores públicos , o que aumenta a facilidade dos seus agentes em serem corrompidos. A Polícia Militar é considerada violenta mas são os que estão na linha de frente para combater as organizações criminosas e estão a serviço do estado . A existência de quatro polícias públicas (Polícia Federal, Polícia Civil, Polícia Militar e Polícia Municipal) atrapalha a eficiência da atuação. A justiça é lenta e ineficaz, além de ser inacessível a muitos devido aos altos honorários dos advogados. As penitenciárias são precárias e, frequentemente, superlotadas, o que não favorece a reabilitação.

### Explosão demográfica
A explosão demográfica entre os anos 1950 e 1970, juntamente com a queda da mortalidade infantil, representou uma pressão sobre a infraestrutura e a disputa por empregos. A Grande São Paulo, em 1895, tinha uma população de apenas 200 mil habitantes. Um século mais tarde, em 1995, subiu para 16 milhões. Entre 1970 e 1995, o número de habitantes dobrou, passando de 8 para 16 milhões. Segundo o estudo, os bairros que tinham uma taxa de crescimento da população maior (tanto por fecundidade quanto por imigração) eram justamente os bairros mais violentos. É nessas áreas onde a população tem dificuldade de achar trabalho e moradia e que a polícia tem mais dificuldade de controlar o narcotráfico e outros crimes.

### Globalização
O processo de globalização da economia tenta derrubar fronteiras. Em um país como o Brasil, que faz fronteira com vários países e tem um enorme território que precisa de vigilância, esse processo facilita a proliferação de atividades ilícitas e do crime organizado, bem como o comércio de carros roubados, drogas e tráfico de armas. Paralelamente, a partir de meados dos anos 1980, o narcotráfico se fortaleceu, e o Brasil passou a ser não apenas um país de trânsito para a cocaína (vinda de países vizinhos para ser enviada aos Estados Unidos e à Europa), mas, também, um consumidor da droga. O comércio de drogas é lucrativo e tem efeito devastador, pois gera um clima de guerra civil, caracterizado pela rivalidade entre chefes de cartéis, polícia, acerto de contas, etc.

## Assaltos e roubos
Um relatório da Organização para a Cooperação e Desenvolvimento Econômico (OCDE) mostrou que 40% das pessoas entrevistadas se sentem seguras para andarem sozinhas na rua à noite, menos do que a média de 67% dos países membros da OCDE. O relatório também diz que 8% dos entrevistados relataram que foram vítimas de assalto nos últimos doze meses.
Uma pesquisa do Instituto Brasileiro de Geografia e Estatística (IBGE) em parceria com o Ministério da Justiça e Segurança Pública (MJSP), mostrou que 1,8 milhão de brasileiros foram vítimas de roubo dentro e fora de casa, com armas de fogo sendo a mais utilizada em roubos e aparelho celular sendo o item mais roubado devido ao seu alto preço e impostos colocados pelo governo dentro e fora dos domicílios em 2021. A pesquisa também aponta que 2,9 milhões de domicílios tinham pelo menos um morador que foi vítima de furto e 1,5 milhão de domicílios com ao menos uma vítima de roubo nos 12 meses anteriores à data da entrevista. O número de pessoas que se sentem seguras para andar sozinhas nas proximidades de seus domicílios é superior a 71% mas cai entre as vítimas de furtos e roubos. O resultado da pesquisa difere do apresentado pelo Anuário Brasileiro de Segurança Pública pois muitos roubos não foram reportados aos órgãos competentes.

### Roubo de carga
Os roubos de carga custaram incríveis 6,1 bilhões de reais à economia brasileira entre os anos de 2011 e 2016, segundo a Federação das Indústrias do Estado do Rio de Janeiro (Firjan). Um exemplo deste problema é o fato de as transportadoras terem exigido taxas extras nos casos de produtos com destino ao Rio de Janeiro. Outras transportadora pensaram inclusive em desistir de chegar ao estado. O presidente da Firjan afirmou que "chegamos a níveis intoleráveis, cifras vergonhosas. Ano passado batemos todos os recordes."
Em 2021, foram registrados 14.400 roubos de carga (aumento de 1,7% frente ao registrado em 2020), com prejuízo superando R$ 1,27 bilhão, apesar disso, os números estão abaixo dos 24.550 registrados em 2016 e 22.200 em 2018. A região sudeste lidera, com São Paulo e Rio de Janeiro registrando o maior número de desvios.

## Homicídios

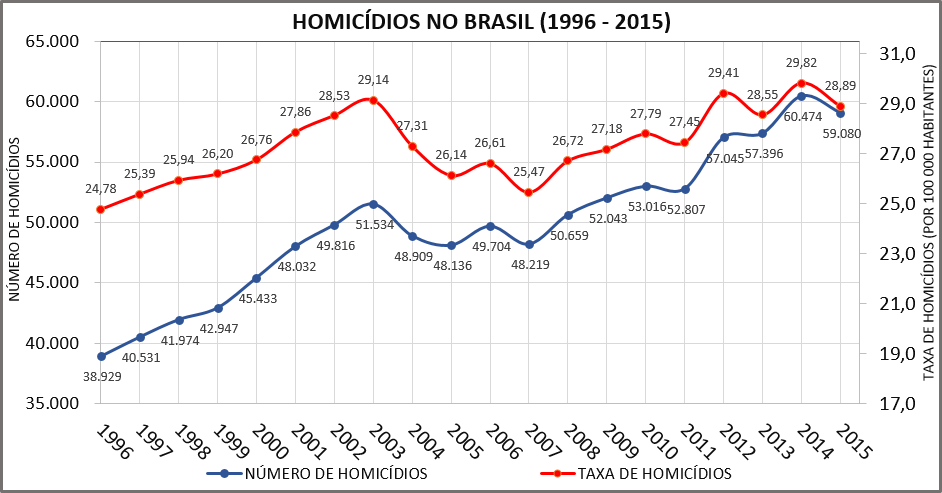
Homicídios no Brasil (total), de 1996 a 2015, segundo o Atlas da Violência (2017) em pesquisa realizada pelo Ipea e o Fórum Brasileiro de Segurança Pública

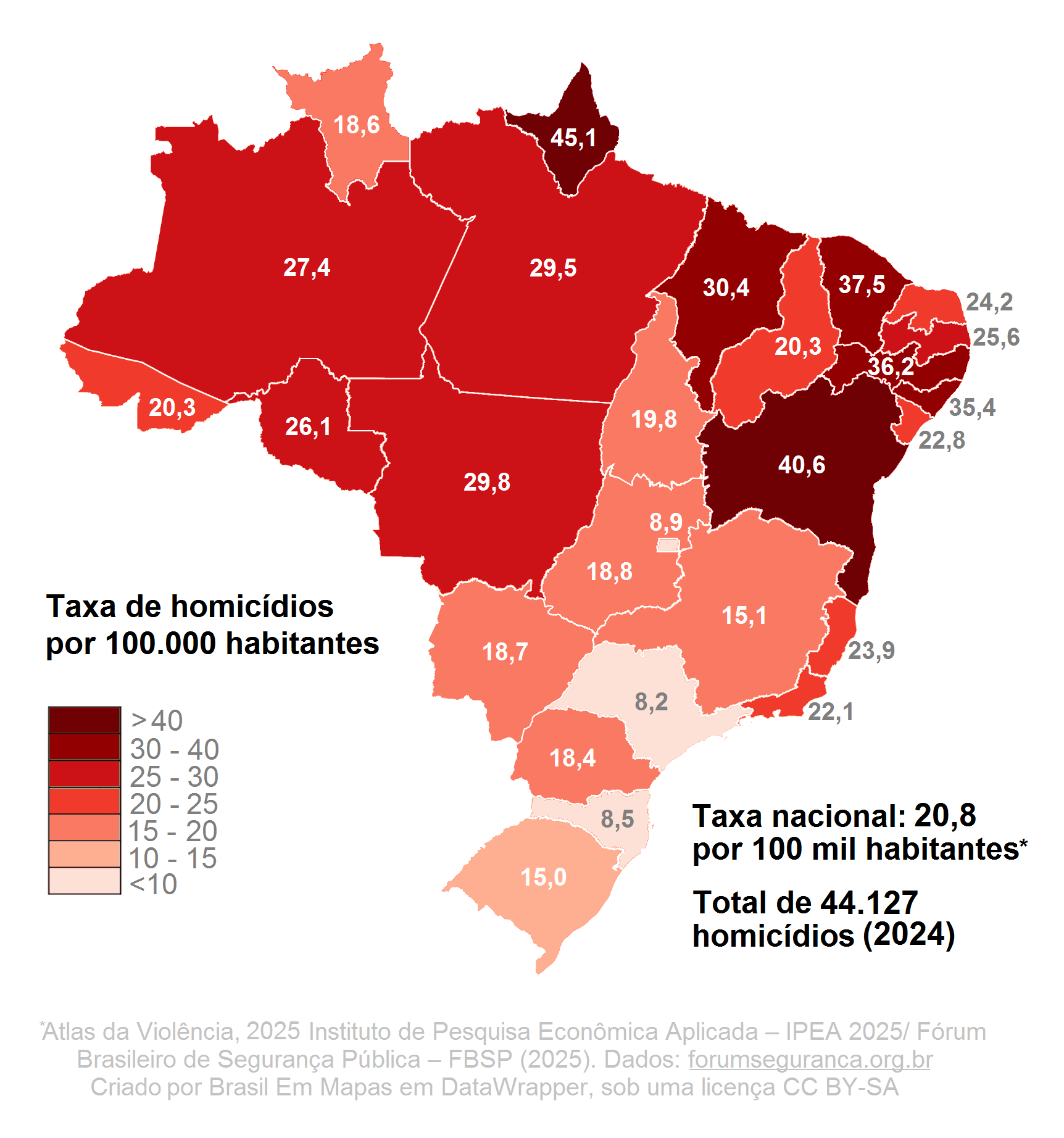
Taxa de homicídios por estados do Brasil (por 100.000 habitantes) em 2023 de acordo com o Atlas da Violência do IPEA e FBSP.

Crimes violentos cresceram na maior parte dos estados desde 2005, segundo o Fórum Brasileiro de Segurança Pública (FBSP). O Brasil é um país grande e diverso, com diferenças socioeconômicas significativas entre as diferentes regiões. Enquanto em estados como São Paulo e Rio de Janeiro (região sudeste) se observou queda nos crimes violentos nesse período, o aumento da criminalidade nos estados da região norte e nordeste cresceram de forma muito mais significativa, fazendo a média de crimes no país aumentar de forma significativa.

### Estatísticas
- Em 2012, um estudo realizado pelo Escritório das Nações Unidas sobre Drogas e Crime indicou que das 30 cidades mais violentas do mundo, 11 são brasileiras (Maceió; Fortaleza; João Pessoa; Natal; Salvador; Vitória; São Luís; Belém; Campina Grande; Goiânia; e Cuiabá).[33]
- Segundo o "Mapa da Violência 2013", os estados mais violentos do Brasil são Alagoas, Espírito Santo, Pará, Bahia e Paraíba; e os municípios, Simões Filho (BA), Campina Grande do Sul (PR), Ananindeua (PA), Cabedelo (PB) e Arapiraca (AL).[34][35]
- Já segundo a organização não governamental mexicana Conselho Cidadão Para a Segurança, as regiões metropolitanas mais violentas do Brasil são as de Maceió, Belém, Vitória, Salvador e Manaus.[36][37]
- Das 50 cidades classificadas em 2014 por uma ONG mexicana como as mais violentas do mundo, 21 são brasileiras.[38]
- Segundo o ranking mundial da paz de 2016, o Brasil é o 105.º país mais pacífico do mundo e o nono mais pacífico da América do Sul.[39]
- As vítimas letais de armas de fogo entre 1980 e 2014 totalizam 967 851 no Brasil, cujo predomínio é de crime de homicídio (85,8%) e de vítimas homens (94,4%) e negros (o dobro em relação a brancos).[40]
- Em 2017, o Brasil alcançou a marca de 63.880 homicídios[7] e uma taxa de 31.6 mortes para cada 100 mil habitantes, uma das mais altas taxas de homicídios intencionais do mundo.[3][5]
- A taxa e o número de homicídios vinham caindo desde 2017, caindo de 63.880 homicídios[41] para 41.730 em 2019,[42][43] mas teve alta em 2020 subindo para 43.892 homicídios[44] e recuando para 41.069 em 2021.[45]

### Ranking das cidades menores mais violentas do Brasil (2015)
A seguir as trinta cidades mais violentas do pais, divulgadas pelo IPEA.
| Posição | Estado | Cidade                   | Taxa de homicídio (por cem mil habitantes) | Posição | Estado | Cidade              | Taxa de homicídio (por cem mil habitantes) |
| ------- | ------ | ------------------------ | ------------------------------------------ | ------- | ------ | ------------------- | ------------------------------------------ |
| 1       | PA     | Altamira                 | 107                                        | 16      | PA     | Marituba            | 76,5                                       |
| 2       | BA     | Lauro de Freitas         | 97,7                                       | 17      | PR     | Almirante Tamandaré | 76,2                                       |
| 3       | SE     | Nossa Senhora do Socorro | 96,4                                       | 18      | BA     | Alagoinhas          | 75,7                                       |
| 4       | MA     | São José de Ribamar      | 96,4                                       | 19      | BA     | Eunápolis           | 75,1                                       |
| 5       | BA     | Simões Filho             | 92,3                                       | 20      | GO     | Novo Gama           | 75                                         |
| 6       | CE     | Maracanaú                | 89,4                                       | 21      | GO     | Luziânia            | 74,7                                       |
| 7       | BA     | Teixeira de Freitas      | 88,1                                       | 22      | PB     | Santa Rita          | 74,1                                       |
| 8       | PR     | Piraquara                | 87,1                                       | 23      | MA     | São Luís            | 73,9                                       |
| 9       | BA     | Porto Seguro             | 86                                         | 24      | GO     | Senador Canedo      | 73,7                                       |
| 10      | PE     | Cabo de Santo Agostinho  | 85,3                                       | 25      | PA     | Ananindeua          | 70,2                                       |
| 11      | PA     | Marabá                   | 82,4                                       | 26      | GO     | Trindade            | 69,8                                       |
| 12      | RS     | Alvorada                 | 80,4                                       | 27      | CE     | Caucaia             | 69,8                                       |
| 13      | CE     | Fortaleza                | 78,1                                       | 28      | PE     | Igarassu            | 69,4                                       |
| 14      | BA     | Barreiras                | 78                                         | 29      | ES     | Serra               | 69,2                                       |
| 15      | BA     | Camaçari                 | 77,7                                       | 30      | BA     | Feira de Santana    | 68,5                                       |

### Ranking das cidades menores mais violentas do Brasil (2021)
A seguir as cidades brasileiras com até 30.000 habitantes por MVI de acordo com o Anuário Brasileiro de Segurança Pública entre 2019 a 2021.1
| N.º | Unidade federativa  | Cidade                   | Tipologia Urbano/ Rural | População | Taxa  |
| --- | ------------------- | ------------------------ | ----------------------- | --------- | ----- |
| 1   | Ceará               | São João do Jaguaribe    | Rural                   | 7.557     | 224,0 |
| 2   | Pará                | Jacareacanga             | Rural                   | 6.952     | 199,2 |
| 3   | Bahia               | Aurélio Leal             | Intermediário           | 11.079    | 144,2 |
| 4   | Rondônia            | Santa Luzia D'Oeste      | Rural                   | 5.942     | 139,0 |
| 5   | Rondônia            | São Felipe D'Oeste       | Rural                   | 4.962     | 138,3 |
| 6   | Pará                | Floresta do Araguaia     | Rural                   | 20.742    | 133,0 |
| 7   | Rio Grande do Norte | Umarizal                 | Intermediário           | 10.485    | 123,6 |
| 8   | Ceará               | Guaiúba                  | Intermediário           | 26.508    | 121,8 |
| 9   | Bahia               | Jussari                  | Rural                   | 5.706     | 120,9 |
| 10  | Mato Grosso         | Aripuanã                 | Intermediário           | 23.067    | 120,2 |
| 11  | Rio Grande do Norte | Rodolfo Fernandes        | Intermediário           | 4.457     | 119,6 |
| 12  | Rio Grande do Norte | Extremoz                 | Urbano                  | 29.282    | 118,7 |
| 13  | Ceará               | Chorozinho               | Rural                   | 20.286    | 118,4 |
| 14  | Amazonas            | Japurá                   | Rural                   | 1.755     | 114,0 |
| 15  | Rio Grande do Norte | Japi                     | Intermediário           | 4.935     | 113,3 |
| 16  | Pará                | Cumaru do Norte          | Rural                   | 14.044    | 113,2 |
| 17  | Rio Grande do Norte | Tibau                    | Rural                   | 4.173     | 112,6 |
| 18  | Bahia               | Itaju do Colônia         | Rural                   | 6.515     | 111,0 |
| 19  | Mato Grosso         | Glória D'Oste            | Rural                   | 2.990     | 110,8 |
| 20  | Pará                | Senador José Porfírio    | Rural                   | 11.305    | 109,8 |
| 21  | Sergipe             | Ilha das Flores          | Rural                   | 8.522     | 109,5 |
| 22  | Maranhão            | Junco do Maranhão        | Rural                   | 4.334     | 107,2 |
| 23  | Pará                | Anapu                    | Rural                   | 29.312    | 107,1 |
| 24  | Pernambuco          | São José da Caroa Grande | Urbano                  | 21.868    | 106,5 |
| 25  | Pará                | Novo Progresso           | Intermediário           | 25.759    | 106,1 |
| 26  | Bahia               | Wenceslau Guimarães      | Rural                   | 20.862    | 103,3 |
| 27  | Ceará               | Ibicuitinga              | Rural                   | 12.730    | 102,7 |
| 28  | Bahia               | Santa Cruz de Cabrália   | Intermediário           | 28.058    | 102,6 |
| 29  | Pernambuco          | Ilha de Itamaracá        | Urbano                  | 27.076    | 102,5 |
| 30  | Pará                | Bannach                  | Rural                   | 3.239     | 101,8 |

1. O levantamento do Anuário Brasileiro de Segurança Pública, do FBSP considera um recorte de três anos, entre 2019 a 2021 para evitar distorções. Assassinatos registrados em apenas um ano são insuficientes para indicar o fenômeno em cidades de pequeno porte.[49] Quando essa relação não é feita, as taxas podem exagerar ou subestimar a criminalidade, distorcendo as comparações entre cidades.

## Crime organizado
No Brasil, existem grandes facções criminosas, que são sustentadas pelo narcotráfico, o tráfico de armas, extorsão, roubos e assaltos. Duas facções de destaque são o Comando Vermelho (CV) e o Primeiro Comando da Capital (PCC). Estima-se que o fortalecimento do crime organizado tenha ocorrido na década de 1970, quando houve o êxodo rural que fez com que as cidades crescessem aceleradamente, com os trabalhadores rurais se estabelecendo nas periferias.

### Definição e Origem
Em que pese definir como inexequível a tarefa de conceituar cientificamente as associações criminosas, Shimizu afirma que as principais facções criminosas podem ser definidas como:

[...] “grupos de pessoas em que se verificam relações de solidariedade e gregarismo, que surgiram nos presídios brasileiros e foram fundados prioritariamente sob o lema da defesa dos interesses da comunidade carcerária, tendo a prática de atos tipificados em lei como crimes como um de seus modos de atuação dentro e fora dos presídios.”.

Nesse sentido, para Silva, são necessários três pressupostos para o reconhecimento de uma agremiação como criminosa: estrutural, isto é, a associação de três ou mais, pessoas; temporal, ou seja, a durabilidade da associação; e, principalmente, o finalístico, aspecto que define o objetivo de cometimento de crimes graves.
Não é vinculado ao conceito de facção criminosa, portanto, o conceito de organização criminosa, cuja diferença, explica, é a ausência da prática de crimes e lucro como objetivos centrais e norteadores, isto é, do pressuposto finalístico.
A opção por não enquadrar facções criminosas como organizações criminosas é rebatida por diversos autores, como por exemplo, Gláucio de Araújo, o qual define que as principais facções criminosas do Brasil alcançaram desenvolvimento próprio de organizações criminosas em razão da complexa estrutura hierárquica, inclusive com órgãos de julgamento e executivo; da existência de soldados executores de ordens contra insubmissos; da relação intensa com a criminalidade em massa; da imposição e tributos; do controle parcial e informal de espaços sob a tutela do Poder Público; da orientação para infiltração em órgãos estatais e poder político; da expansão para várias unidades da Federação; estabilidade e durabilidade; inovação de meios ilícitos; penetração na sociedade, por vezes através de práticas clientelistas e substitutivas da assistência estatal e, principalmente, da busca por vantagem material como objetivo principal da agremiação. Em suma, assevera o autor que a finalidade das facções criminosas não se limita à insurgência perante a administração prisional, mas a excede até a constante busca por lucro através de condutas tipificadas.
Nessa linha, as principais facções criminosas do Brasil, de fato, surgiram a partir da ingerência do sistema carcerário no Brasil, contextualizada por uma prática estatal leniente ao tratar das causas das desigualdades sociais, mas brutalmente paternalista e punitivo quando se trata de assumir as consequências. Outrossim, Teixeira disserta sobre a origem do PCC, uma das maiores facções criminosas atuantes em território nacional:
Para além, contudo, das medidas que importariam no extermínio de centenas de indivíduos encarcerados entre os anos de 1987-1994, foi também nesse período que se assistiu ao incremento da tortura e do arbítrio nos espaços preferenciais de exceção dentro do sistema penitenciário concebidos numa zona de indistinção entre a lei e a norma, para operarem a lógica da excelência disciplinar. De modo bastante sintomático, seria justamente em tais espaços e por essa consagrada orientação política que a organização criminosa PCC surgiria, em 1993, e se fortaleceria para além do próprio sistema carcerário.
Assim, Shimizu defende que as facções surgem como fruto de um sistema penal traumatizante, com o propósito de mitigar a violência entre os próprios presos e resistir à violência institucional, a violações à dignidade da pessoa humana e a constantes humilhações propiciadas pelos excessos ilegais na execução.

### Principais atividades das Organizações Criminosas
As organizações criminosas foram criadas no Brasil com a função primordial de defesa dos interesses da comunidade carcerária. Elas têm como meio de atuação principal a prática, dentro ou fora dos presídios, de atos tipificados em lei.
Segundo Luiz Flávio Gomes há dois tipos de atuação do crime organizado:

o “mercantilista”, expresso nas atividades de venda, contrabando, troca de determinadas “matérias-primas”, e o “dourado”, pelo fato de igualmente ser cometido por pessoas de colarinho branco, mediante corrupção, favorecimentos ilegais, evasão de divisas, sonegação fiscal, delitos contra a concorrência pública, entre outras condutas ilícitas.

No lado dourado das organizações criminosas, uma de suas principais atuações está relacionada à prática de crimes do colarinho branco, segundo Edwin Sutherland, o crime de colarinho branco é aquele praticado por uma pessoa respeitada em seu meio profissional, com alto status social. Nem sempre o cometimento de ilícito por parte das organizações criminosas é praticado sobre uso de grave ameaça ou violência. A realização dos crimes de colarinho branco, por exemplo, é executada por meios diversos. Essa afirmação é evidenciada pela seguinte definição de crimes do colarinho branco como:

[…] atos ilegais que usam fraude e ocultação – em vez da utilização ou ameaça de força física ou violência – para obter dinheiro, bens ou serviço; para evitar o pagamento ou perda de dinheiro; ou para assegurar um negócio ou vantagem profissional. Criminosos de colarinho branco ocupam posições de responsabilidade e confiança no governo, na indústria, nas profissões e organizações cívicas.

O crime de colarinho branco e as organizações criminosas se relacionam, principalmente, de duas maneiras: a organização criminosa utiliza-se de um negócio legítimo como fachada para a prática de infrações penais (golpe) ou a organização criminosa age como um parasita, escamoteando parte do lucro da empresa (corrupção).
A perscrutação e punição das organizações criminosas é um trabalho difícil, pois as constantes e atuais relações entre organizações criminosas e o poder público são utilizadas para mascarar e inibir a fiscalização sobre seus atos criminosos. Por esses e outros motivos, as organizações criminosas são ótimos instrumentos de ligação entre o submundo e suas práticas ilegais com os negócios legítimos, fornecendo a atos criminosos o ar de legalidade.

### Aspectos jurídicos da Lei de Organizações Criminosas
O conceito de organização criminosa, na legislação brasileira, tem interessante evolução. Isso porque a primeira lei a tratar do tema não definiu o termo objetivamente, gerando para o operador do Direito a necessidade de verificar se seria possível a utilização de outra definição, sem atentar para os princípios de Direito Penal, e afrontando, dessa forma, o princípio da legalidade.
Assim, inicia-se uma grande discussão doutrinária quanto aos critérios para a classificação de uma associação ou organização criminosa. Afinal, o conceito de criminalidade é fluído e estabelecer critérios objetivos para sua caracterização, por vezes, é insuficiente. A preocupação com a segurança jurídica faz com que a lei fixe fenômenos objetivos para a incidência da norma. Como a Lei 9.034/1995 não a definia, a jurisprudência passou a extrair o conceito da Convenção das Nações Unidas contra o Crime Organizado Transnacional de 2000, qual seja, grupo estruturado de três ou mais pessoas (quadrilha), existente há algum tempo e atuando concertadamente, com o propósito de cometer uma ou mais infrações graves ou enunciadas na Convenção, com intenção de obter, direta ou indiretamente, um benefício econômico ou outro material. A referida Lei 9.034/1995 foi alterada ainda pelas Leis 10.217/2001 e 10.792/2003. A Lei 12.694/2012, que previu juízos colegiados para julgamentos de crimes de organizações criminosas, trouxe o seguinte conceito: associações de três ou mais pessoas, estruturalmente ordenada e caracterizada pela divisão de tarefas, com objetivo de obter, direta ou indiretamente, vantagem de qualquer natureza, mediante a prática de crimes cuja pena máxima seja igual ou superior a quatro anos ou que sejam de caráter transnacional.
No entanto, a incriminação introduzida pela convenção de Palermo em nosso ordenamento jurídico era imprecisa, afrontando, dessa maneira o princípio da legalidade (não há crime sem lei anterior que o defina, Art 1, CP), e por consequência, afrontando o princípio da taxatividade, em detrimento da segurança jurídica. Nesse sentido:

PENAL. HABEAS CORPUS. DESCAMINHO. FORMAÇÃO DE QUADRILHA. LAVAGEM DE DINHEIRO. CONCEITO DE ORGANIZAÇÃO CRIMINOSA DEFINIDO NA CONVENÇÃO DAS NAÇÕES UNIDAS CONTRA O CRIME ORGANIZADO TRANSNACIONAL (CONVENÇÃO DE PALERMO). DECRETO LEGISLATIVO Nº 231, DE 29 DE MAIO DE 2003 E DECRETO N.º 5.015, DE 12 DE MARÇO DE 2004. INÉPCIA DA DENÚNCIA. INOCORRÊNCIA. INICIAL ACUSATÓRIA QUE APONTA FATOS QUE, EM TESE, CARACTERIZAM O CRIME DE FORMAÇÃO DE QUADRILHA E PERMITE O EXERCÍCIO DO DIREITO DE DEFESA. TRANCAMENTO DA AÇÃO PENAL EM SEDE DE HABEAS CORPUS. MEDIDA EXCEPCIONAL. ORDEM DENEGADA.
1. O conceito jurídico da expressão organização criminosa ficou estabelecida em nosso ordenamento jurídico com o Decreto n.º 5.015, de 12 de março de 2004, que promulgou o Decreto Legislativo nº 231, de 29 de maio de 2003, que ratificou a Convenção das Nações Unidas contra o Crime Organizado Transnacional (Convenção de Palermo). Precedentes desta Corte e do Supremo Tribunal Federal.
2. Nos termos do art. 2, "a", da referida Convenção, o conceito de organização criminosa ficou definido como sendo o "grupo estruturado de três ou mais pessoas, existente há algum tempo e atuando concertadamente com o propósito de cometer uma ou mais infrações graves ou enunciadas na presente Convenção, com a intenção de obter, direta ou indiretamente, um benefício econômico ou outro benefício material. (...)

Assim, os legisladores brasileiros, atento à crítica doutrinária quanto à atecnia usada na definição das organizações criminosas, e atendendo ao reclamo da doutrina, inovou o ordenamento jurídico com a lei LEI Nº 12.850, DE 2 DE AGOSTO DE 2013. O conceito de organização criminosa é previsto pela suscitada lei, da seguinte forma:
“Considera-se organização criminosa a associação de 4 (quatro) ou mais pessoas estruturalmente ordenada e caracterizada pela divisão de tarefas, ainda que informalmente, com objetivo de obter, direta ou indiretamente, vantagem de qualquer natureza, mediante a prática de infrações penais cujas penas máximas sejam superiores a 4 (quatro) anos, ou que sejam de caráter transnacional.”

Guilherme de Souza Nucci, também, nesse sentido:

“Organização criminosa é a associação de agentes, com caráter estável e duradouro, para o fim de praticar infrações penais, devidamente estruturada em organismo preestabelecido, com divisão de tarefas, embora visando ao objetivo comum de alcançar qualquer vantagem ilícita, a ser partilhada entre seus integrantes.”

Importa ainda diferenciar o conceito de organização criminosa para a associação criminosa, pois aquela, não se confunde com esta. Luiz Flávio Gomes tece os seguintes comentários quanto à diferenciação dos dois termos.
São marcantes tais diferenças, destacando-se as seguintes:

(a) só existe a segunda quando a associação pretende praticar crimes com pena máxima superior a quatro anos ou que tenha caráter transnacional. Se o grupo pretende praticar crimes de menor intensidade (punido mais brandamente), pode ser enquadrado eventualmente no art. 288;
(b) o art. 288 exige três ou mais pessoas; o novo crime de organização criminosa requer quatro ou mais pessoas;
(c) a finalidade da associação criminosa (art. 288) é a de cometer crimes; a finalidade da organização criminosa é a de, direta ou indiretamente, obter vantagem de qualquer natureza, mediante a prática de infrações penais cujas penas máximas sejam superiores a 4 (quatro) anos, ou que sejam de caráter transnacional;		
(d) o art. 288 fala em crimes; a organização criminosa fala em “infrações penais”, que abrange tanto crimes como contravenções (e há contravenção punida com pena superior a 4 anos – veja o Decreto-lei 6.259/44);

(e) o art. 288 não exige estrutura ordenada nem divisão de tarefas; 
Havendo portanto, profundas diferenças entre ambas tipificações, como acima exposto.

#### Meios de obtenção de prova
As provas têm como função primordial evidenciar a materialidade e a autoria do delito. Elas são colhidas durante a primeira parte da persecução penal, o inquérito policial, e têm como objeto o fato e como objetivo a persuasão do juiz.
Já os meios de prova são instrumentos que levam o entendimento do fato ao magistrado. Além dos meios de prova genéricos no processo penal como a testemunha, documentos, a perícia, confissão, interrogatório, o indício, a acareação, o reconhecimento de pessoa ou coisa, a busca e a apreensão. A lei 12.850/2013 trouxe elencados em seu art. 3º mais meios de prova, para serem utilizados em qualquer fase da persecução penal:

Art. 3º Em qualquer fase da persecução penal, serão permitidos, sem prejuízo de outros já previstos em lei, os seguintes meios de obtenção da prova:
I - colaboração premiada;
II - captação ambiental de sinais eletromagnéticos, ópticos ou acústicos;
III - ação controlada;
IV - acesso a registros de ligações telefônicas e telemáticas, a dados cadastrais constantes de bancos de dados públicos ou privados e a informações eleitorais ou comerciais;
V - interceptação de comunicações telefônicas e telemáticas, nos termos da legislação específica;
VI - afastamento dos sigilos financeiro, bancário e fiscal, nos termos da legislação específica;
VII - infiltração, por policiais, em atividade de investigação, na forma do art. 11;
VIII - cooperação entre instituições e órgãos federais, distritais, estaduais e municipais na busca de provas e informações de interesse da investigação ou da instrução criminal.

Nesse consorte, cumpre verificar as principais formas de obtenção de provas.

#### Colaboração premiada
Trata-se, na verdade, de delação premiada. Em termos jurídicos, significa o acusado admitir a prática criminosa, como autor ou partícipe, e, no processo, revela a concorrência de outros, permitindo ao Estado ampliar a cognição acerca do delito penal investigado.
A colaboração premiada enseja em um benefício em prejuízo a terceiros, motivo pelo qual entende-se que a motivação da confissão acerca do delito é a perseguição de tal benefício, não a pura autoincriminação desmotivada. Nesses termos, é impossível a condenação baseada puramente em uma delação; ainda é necessário outros meios de prova, conforme expõe o art. 4º, § 16º da Lei 12.850/2013: “Nenhuma sentença condenatória será proferida com fundamento apenas nas declarações de agente colaborador”.
Assim já sedimentou o STF:

[...] a colaboração premiada é um negócio jurídico processual, uma vez que, além de ser qualificada expressamente pela lei como ‘meio de obtenção de prova’, seu objeto é a cooperação do imputado para a investigação e para o processo criminal, atividade de natureza processual, ainda que se agregue a esse negócio jurídico o efeito substancial (de direito material) concernente à sanção premial a ser atribuída a essa colaboração.

A Lei de Organizações Criminosas também estabelece requisitos para o reconhecimento da colaboração premiada no caso concreto, quais sejam, a colaboração efetiva e voluntária com a investigação e com o processo criminal; a personalidade do colaborador (grau de sua culpabilidade), natureza, circunstâncias, gravidade, repercussão do fato criminoso e eficácia da colaboração; a identificação dos demais coautores e partícipes da organização criminosa e das infrações penais por eles praticadas; a revelação da estrutura hierárquica e da divisão de tarefas da organização criminosa; a recuperação total ou parcial do produto ou do proveito das infrações penais praticadas pela organização criminosa e, finalmente, a localização de eventual vítima com a sua integridade física preservada.
Considerando e ponderando o grau de cooperação do delator e os mencionados pressupostos, as possíveis consequências para a colaboração premiada são: a) perdão judicial; b) a condenação com redução de pena até o patamar de 2/3 (dois terços) e c) substituição da pena privativa de liberdade por restritivas de direitos.

### Ação Controlada
De acordo com Guilherme de Souza Nucci, a ação controlada pode ser definida, em consonância com a prescrição legal do art. 8º da Lei 12.850/2013, como a contenção da intervenção policial ou administrativa para que, acompanhando a ação da organização criminosa, instaure-se a medida legal em um momento oportuno para maximizar a formação de provas.
A nova redação ao dispositivo regulador da ação controlada, pelo Pacote Anticrime, afirma a possibilidade de contenção das vias administrativas, dentre as quais, é especial a Corregedoria de Polícia.
Nucci, ainda, define pressupostos para a instauração da ação controlada, quais sejam, tratar-se de infração penal praticada por organização criminosa ou pessoa a ela ligada; existir investigação formal instaurada para averiguar as condutas delituosas da organização criminosa; encontrar-se a organização criminosa em permanente e atual observação e vigilância, inclusive pelo mecanismo da infiltração de agentes; ter o objetivo de amealhar provas para a prisão e/ou indiciamento do maior número de pessoas; comunicação prévia ao juiz competente e respeitar os eventuais limites fixados pelo magistrado.
Quanto ao procedimento, partindo-se do inquérito formulado para a investigação do crime de organização criminosa e os delitos por ela praticados, a autoridade policial reconhecerá a indispensabilidade da ação controlada para maximizar a produção de provas e garantir a eficácia da investigação. Oficia-se, então, ao juiz competente, o qual acompanhará o procedimento, inclusive, podendo delimitar a atuação policial. Igualmente comunicado será o Ministério Público, que poderá requerer diligências ou sugerir limites a serem definidos pelo juízo.
Finalmente, a Lei não preceitua possibilidade de indeferimento da ação controlada. Em que pese tal opção legislativa, o Juiz, como figura protetora de garantias e direitos constitucionais, para Nucci, deverá indeferir a ação controlada, caso entender infundadas as justificativas apresentadas pela autoridade policial.

#### Infiltração de policiais
A infiltração representa uma penetração, em algum lugar ou coisa, de maneira lenta, pouco a pouco, correndo pelos seus meandros. Tal como a infiltração de água, que segue seu caminho pelas pequenas rachaduras de uma laje ou parede, sem ser percebida, o objetivo desse meio de captação de prova tem idêntico perfil. Enuncia o art° 8 da lei 12850/13:
Art. 8°. Consiste a ação controlada em retardar a intervenção policial ou administrativa relativa à ação praticada por organização criminosa ou a ela vinculada, desde que mantida sob observação e acompanhamento para que a medida legal se concretize no momento mais eficaz à formação de provas e obtenção de informações.

Essa técnica foi inicialmente prevista na Lei 9.034/95, que tratava dos “meios de operacionais para a prevenção e repressão de ações praticadas por organizações criminosas”, porém, o procedimento não estava inteiramente regulado, padecendo de uma maior sistematização. Com o advento da novel legislação, este tópico recebeu uma maior atenção pelo legislador, obtendo requisitos, formas e objetos mais bem delimitados. Reforçando esse entendimento, o artigo 10, caput, da Lei de Organizações Criminosas, dispõe o seguinte:

A infiltração de agentes de polícia em tarefas de investigação, representada pelo delegado de polícia ou requerida pelo Ministério Público, após manifestação técnica do delegado de polícia quando solicitada no curso de inquérito policial, será precedida de circunstanciada, motivada e sigilosa autorização judicial, que estabelecerá seus limites.
Francisco Sannini Neto a conceitua como:

Técnica especial, excepcional e subsidiária de investigação criminal, dependente de prévia autorização judicial, sendo marcada pela dissimulação e sigilosidade, onde o agente de polícia judiciária é inserido no bojo de uma organização criminosa com objetivo de desarticular sua estrutura, prevenindo a prática de novas infrações penais e viabilizando a identificação de fontes de provas suficientes para justificar o início do processo penal.

Importa destacar, ainda, que ainda que nosso ordenamento jurídico passou a regular, a partir da Lei 13.441/17 também o instituto da “infiltração virtual”, destinada à investigação dos crimes de: a) pedofilia (artigos 240, 241, 241-A, 241-B, 241-C e 241-D do ECA); b) crimes contra a dignidade sexual de vulneráveis: estupro de vulnerável (ver: Estupro na legislação brasileira) (artigo 217-A do CP), corrupção de menores (artigo 218 do CP), satisfação de lascívia (artigo 218-A do CP) e favorecimento da prostituição de criança ou adolescente ou de vulnerável (artigo 218-B do CP); e c) invasão de dispositivo informático (artigo 154-A do CP).
Com as transformações que o mundo vêm sofrendo, as antigas táticas para combater a criminalidade tornam-se atrasadas, atento, o legislador criou novos meios a fim de fomentar o combate ao crime virtualmente. De maneira ilustrativa, a infiltração de agentes na Internet seria absolutamente eficaz no enfrentamento de comportamentos nocivos, como o observado em razão do denominado “Desafio da Baleia Azul”, que utiliza redes sociais para agregar jovens, geralmente que apresentam um quadro de depressão, que são estimulados a realizar um total de cinquenta mórbidos desafios, sendo que o último deles consiste em tirar a própria vida.¹
Destaca-se, ainda, que a atividade do agente infiltrado não se confunde com a situação de flagrante provocado que tornaria a delinquência em crime impossível, vedado pelo ordenamento jurídico pátrio, conforme os ditames da Súmula 145 do STF: "Não há crime, quando a preparação do flagrante pela polícia torna impossível a sua consumação".
Conclui-se que a infiltração de agentes é uma ferramenta para o desmantelamento de organizações criminosas, podendo, inclusive, auxiliar no combate de crimes cibernéticos, auxiliando à atividade policial.

## Contra minorias
Segundo o 3.° Relatório Nacional sobre Direitos Humanos no Brasil, a ineficácia do Poder Público perante o aumento da violência gera ainda mais violações de direitos humanos e impunidade, além de aumentar o sentimento de insegurança e revolta da população.

### Homossexuais e transexuais
Em abril de 2009, o Grupo Gay da Bahia (GGB) divulgou um levantamento sobre os casos de violência verificados no ano anterior, apontando que foram assassinadas 190 pessoas LGBT no Brasil, sendo 64% gays, 32% travestis e 4% lésbicas. Foi registrado um aumento de 55% sobre os números de 2007, mantendo o país como o que mais registra crimes de natureza homofóbica. Desde que iniciou a pesquisa, em 1980, o grupo já registrou 2 998 assassinatos. A pesquisa realizada pelo GGB também indicou que a maioria das vítimas tinha idade entre 20 e 40 anos e que 80% dos homossexuais foram mortos dentro de casa. Também de acordo com a pesquisa, o Nordeste é a região brasileira com o maior número de crimes homofóbicos registrados, sendo os estados da Bahia, Pernambuco, Rio Grande do Norte e Alagoas os que mais registraram crimes homofóbicos no Brasil em 2007.

### Jovens e negros

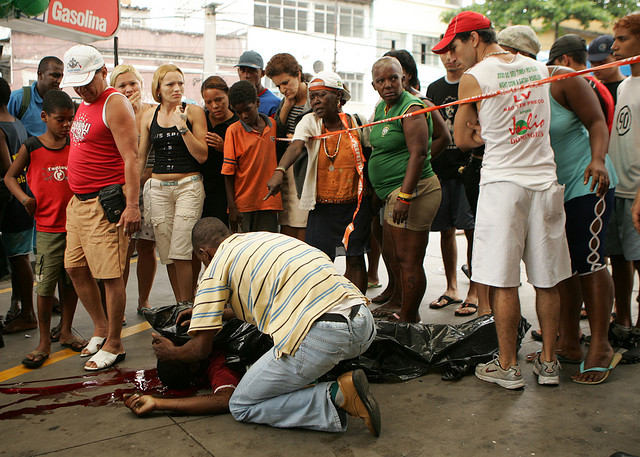
Felipe Barbosa Mendes, de 22 anos, funcionário de uma cooperativa de moto-táxis, foi assassinado enquanto abastecia sua moto em um posto de gasolina no Rio de Janeiro.

Entre as vítimas de crimes violentos, os jovens e os negros são a maioria. Segundo o estudo do Ipea, de um total de 59 080 homicídios registrados em 2015, 31 264 foram de jovens (53 por cento). De acordo com o mesmo estudo, a cada cem pessoas assassinadas no Brasil, 71 são negros. Eles possuem chances 23,5 por cento maiores de serem assassinados do que brasileiros de outras raças.
Segundo o Mapa da Violência de 2013, dos 467,7 mil homicídios contabilizados entre 2002 e 2010, 307,6 mil, ou seja, 65,8 por cento foram de pessoas negras. Houve uma tendência de redução de homicídios de brancos em 26,4 por cento e o aumento de homicídios de pessoas negras de 30,6 por cento. Isso se observa na população em geral e principalmente nos jovens. Conforme o pesquisador Julio Jacobo Waiselfisz, autor do estudo, há um mecanismo de culpabilização da vítima que incentiva a tolerância à violência contra grupos mais vulneráveis, fazendo com que o Estado não tome medidas para solucionar muitos desses casos.

### Mulheres
Em 2006, foi promulgada a Lei Maria da Penha, que aumenta o rigor das punições de agressões contra a mulher quando ocorridas dentro do ambiente doméstico. Após a promulgação, as denúncias de violência contra a mulher aumentaram em 600 por cento. No entanto, o Brasil ainda possui altos índices de violência doméstica, tanto contra crianças quanto contra mulheres. As principais causas são alcoolismo e vício em drogas, além de pobreza e baixa escolaridade. As mulheres de baixa renda que sofrem com o problema têm acesso limitado à Justiça. O contato com o sistema de justiça criminal muitas vezes resulta em maus-tratos e intimidações. Estatísticas divulgadas pelo Departamento Penitenciário Nacional em 2008 indicaram aumento de 77 por cento na população carcerária feminina nos últimos oito anos – uma taxa de crescimento maior do que a masculina. As mulheres detentas enfrentam maus-tratos, assistência inadequada durante o parto e falta de condições para cuidar das crianças.
O assédio sexual é um problema global, e o Brasil lidera o ranking de mulheres mais assediadas do planeta, segundo seus próprios relatos, junto com a Tailândia. Uma pesquisa de 2016 mostra que 86% das mulheres brasileiras ouvidas já sofreram assédio em público em suas cidades. O Brasil foi apontado como um dos destinos mais perigosos do mundo para turistas mulheres. Segundo coletânea do jornal britânico Daily Mail, o Brasil perde apenas para a Índia.

### Indígenas

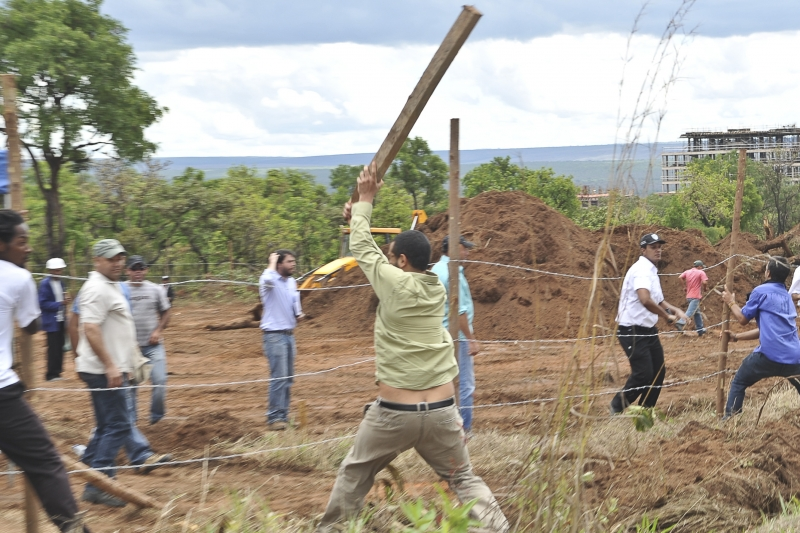
Manifestantes em conflito com a polícia em Brasília sobre área considerada indígena, mas reivindicada por uma construtora (2011).

Considerando que de fato a população indígena atual é drasticamente menor do que a que a de 1500, junto com as amplas evidências de descaso e maus tratos contínuos que são domínio público, muitos especialistas e observadores nacionais e internacionais denunciam a situação histórica dos índios no Brasil como um genocídio sistemático. Entre 2003 e 2011 mais de 500 índios foram assassinados, em conflitos geralmente ligados à posse de terras. Em 2012 o índice de violência contra índios cresceu 237% em relação a 2011. Em 2013 as lideranças indígenas entregaram uma carta à presidente Dilma Rousseff exigindo medidas urgentes para evitar "a extinção programada" de suas etnias que acusam o governo de orquestrar.
A posse de terras é a maior reivindicação dos índios brasileiros na atualidade. A terra é a raiz de suas culturas, mas cerca de 90% de todos os processos de demarcação estão sendo contestados na Justiça, as deliberações costumam se arrastar por décadas e mesmo terras já demarcadas frequentemente são invadidas ou espoliadas com a aceitação do governo e da sociedade. Muitos índios já vivem em cidades por serem forçados à migração pela expulsão das suas terras, pelas difíceis condições de subsistência que encontram em reservas pequenas e exaustas, por buscar maior conforto, reconhecimento, tratamento de saúde, educação ou por outros motivos, mas via de regra vão iludidos e o que encontram são condições talvez ainda mais árduas, vivendo em sua maioria em favelas e tentado com muita dificuldade preservar suas tradições, quando não acabam, por força de um contexto desfavorável, as abandonando.

## Combate
A Constituição do Brasil estabelece cinco instituições policiais diferentes para a execução da lei: a Polícia Federal, Polícia Rodoviária Federal, Polícia Ferroviária Federal, a Polícia Militar e a Polícia Civil do Estado. Destas, as três primeiras são filiadas às autoridades federais, e as duas últimas subordinadas aos governos estaduais. Todas as instituições policiais fazem parte do Poder Executivo de qualquer um dos governos federal ou estadual.
De acordo com um levantamento de 2012, apenas 5% a 8% dos homicídios registrados no país são elucidados pelas forças policiais. O 3.° Relatório Nacional sobre Direitos Humanos no Brasil (2007) aponta falhas nos sistemas policial e penitenciário e denuncia a participação de autoridades em violações aos direitos humanos. Segundo o Relatório, a maioria dos homicídios é precariamente investigada e uma "ínfima parte dos responsáveis é denunciada e condenada". A conclusão é de que houve retrocesso nesse aspecto, entre 2002 e 2005.
Por outro lado, o Brasil tem a terceira maior população penitenciária do mundo e uma das maiores taxas de encarceramento. Em junho de 2014, havia 711 463 presos em todo o país, segundo o Conselho Nacional de Justiça. Dois anos antes, em julho de 2012, havia 550.000 detentos, ou seja, a população prisional teve um incremento de 30% em dois anos, enquanto a população total do país cresceu menos de 1,8% no mesmo período, segundo estimativas do IBGE. Se também fosse computado o número de mandados de prisão em aberto em 2014 (373 991, de acordo com o Banco Nacional de Mandados de Prisão), a população prisional ultrapassaria um milhão de pessoas, com aproximadamente 535 presos para cada 100 mil habitantes, e teria havido um incremento de 94% em relação à taxa de encarceramento de 2012, que era de 276 presos para cada 100 mil habitantes. O índice de 2012, por sua vez, já mostrava um aumento de 258% em relação ao índice de 1992. Em 1992, o Brasil tinha um total de 114 377 presos ou aproximadamente 77 presos por cem mil habitantes.
O crescimento exponencial da população carcerária levou o sistema prisional brasileiro a uma situação crítica, com um déficit estimado entre 200 mil e 350 mil vagas nas prisões do país.

## Impacto da pandemia por COVID-19 nos índices de criminalidade no Brasil
A pandemia por COVID-19 trouxe desafios aos governantes em todo o mundo, e em especial ao Brasil, já que a necessidade de políticas públicas impactou a vida da população brasileira. Em meio a desafios, como a falta de estrutura para combater a pandemia, também se enfrentou embates da desigualdade social, uma realidade já existente no Brasil. A miséria tornou-se cada vez mais nítida pela falta de emprego. A necessidade de fechar os comércios, escolas e a restrição de circulação de pessoas afetou as questões sociais e a incidência de crimes, conforme um estudo realizado para o estado do Rio Grande do Sul.
A pandemia e o isolamento social impactaram em parte significativa o número de crimes, com a demanda de pessoas circulando nas ruas, mudando a configuração dos crimes cometidos. Em relação aos crimes patrimoniais de roubo e furto, a pandemia afetou diretamente na sua diminuição. Com a redução da circulação de pessoas, diminuiu também a circulação de bens. Os crimes de furto e roubo diminuíram em cidades como São Paulo e Rio de Janeiro.
Em reportagem da BBC Brasil, defensores públicos afirmaram que a quantidade de processos conhecidos como furto famélico aumentou em tribunais pelo país, um sintoma dos reflexos da pandemia de COVID-19 e do aumento da fome da população brasileira.
As medidas que foram tomadas pelas autoridades governamentais para monitorar a pandemia, promoveram inúmeros experimentos para a adaptação a essa nova rotina atípica, e para o uso dos espaços públicos. A pandemia foi devastadora, mas também trouxe oportunidades para entender melhor os processos sociais, como os relacionados à criminalidade nas cidades.